# Sonny Chiba
Chiba Shin'ichi (千葉 真一 (Thiên-Diệp Chân-Nhất) 22 tháng 1 năm 1939 - 19 tháng 8 năm 2021), còn được biết tới với nghệ danh Sonny Chiba, là một diễn viên, ca sĩ, nhà sản xuất phim, đạo diễn phim và võ sĩ người Nhật. Ông là một trong những diễn viên đầu tiên trở thành minh tinh màn bạc thông qua các kỹ năng võ thuật, ban đầu ở Nhật Bản và sau đó là trước các khán giả quốc tế.

## Thời thơ ấu

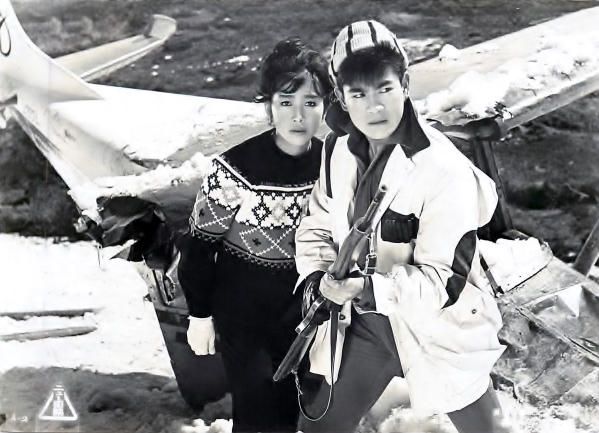
Chiba trong Thám tử phiêu bạt: Bi kịch ở Thung lũng Đỏ, 1961

Chiba sinh ra tại Fukuoka, là con thứ ba trong gia đình có năm anh chị em. Cha ông là một phi công phục vụ trong Không quân Lục quân Đế quốc Nhật Bản, còn mẹ ông, quê ở Tỉnh Kumamoto, từng là vận động viên điền kinh thời trẻ. Khi Chiba được bốn tuổi, cha ông được điều chuyển công tác tới Kisarazu, tỉnh Chiba, và cả gia đình chuyển đến sinh sống tại Kimitsu, tỉnh Chiba.
Sau khi vào trường trung học cơ sở tại Kimitsu, thầy giáo thể dục đã khuyên Chiba nên theo đuổi bộ môn thể dục dụng cụ nghệ thuật. Ông cũng rất đam mê các môn thể thao khác như điền kinh, bóng chày và bóng chuyền, và từng tham gia thi đấu cấp tỉnh ở cả bốn môn này tại tỉnh Chiba. Ở bậc trung học phổ thông, Chiba tập trung vào môn thể dục dụng cụ và đã giành chiến thắng tại Đại hội Thể thao Quốc gia Nhật Bản vào năm học cuối. Ông cũng yêu thích xem phim, đặc biệt là các bộ phim cao bồi miền Tây như Shane và High Noon.
Năm 1957, Chiba theo học tại Đại học Khoa học Thể thao Nhật Bản. Ông từng là một ứng cử viên sáng giá cho đội tuyển Olympic Nhật Bản trong độ tuổi thiếu niên, cho đến khi gặp chấn thương lưng khiến ông phải từ bỏ ước mơ này. Khi còn là sinh viên đại học, ông bắt đầu học võ thuật dưới sự hướng dẫn của đại sư Masutatsu Oyama – người sáng lập Karate Kyokushin và sau này chính Chiba đã thủ vai Oyama trong một loạt phim điện ảnh. Ông đạt đai đen đệ nhất vào ngày 15 tháng 10 năm 1965, và sau đó được phong đai đen đệ tứ vào ngày 20 tháng 1 năm 1984.

## Sự nghiệp

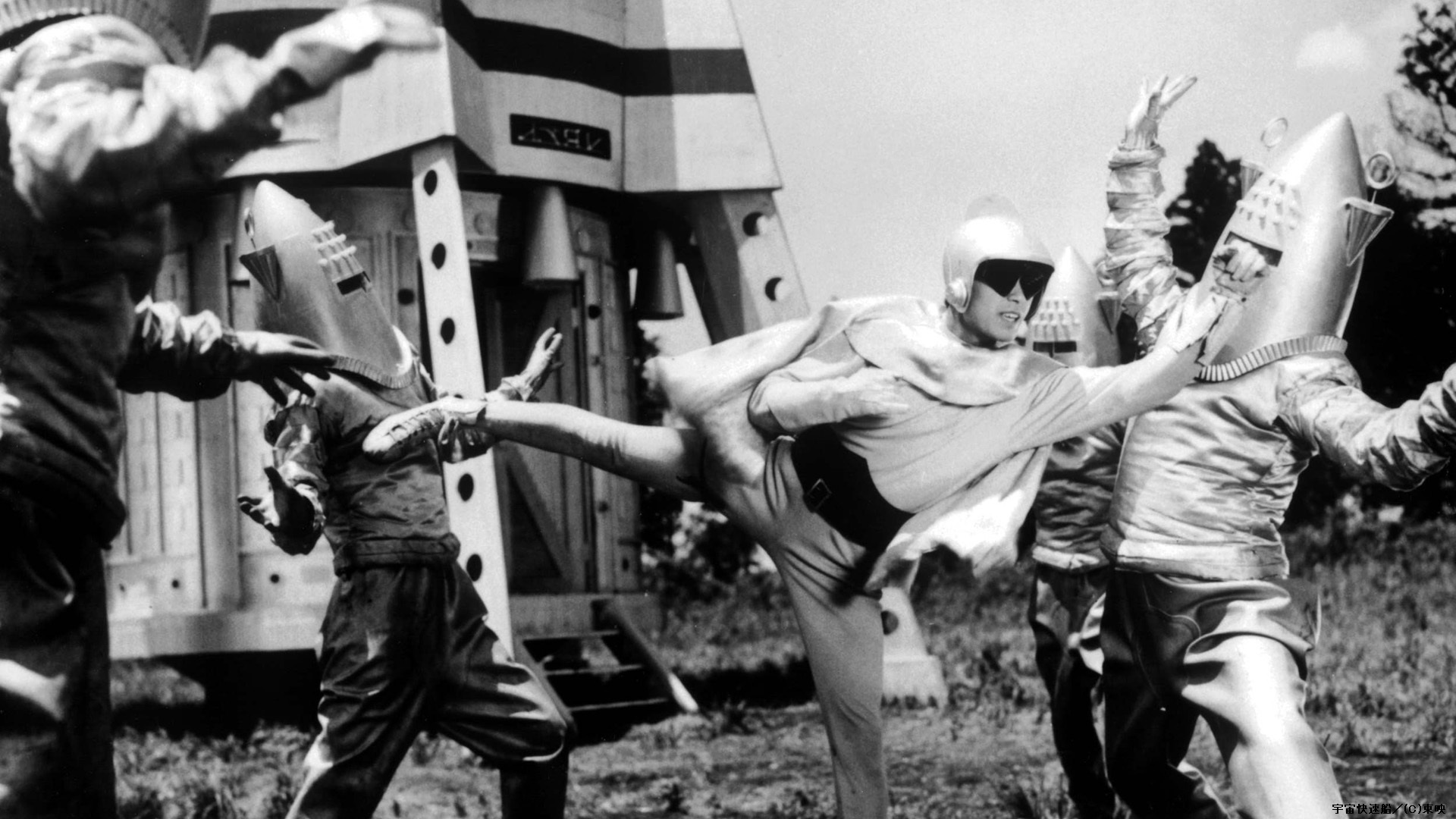
Chiba trong Cuộc xâm lăng của những người sao Hải Vương, 1961

Vào khoảng năm 1960, Chiba được phát hiện thông qua cuộc tìm kiếm tài năng mang tên “New Face” của hãng phim Toei, và bắt đầu sự nghiệp diễn xuất không lâu sau đó. Giám đốc điều hành của Toei lúc bấy giờ là người đặt cho ông nghệ danh "Shinichi Chiba".
Sự nghiệp diễn xuất của ông bắt đầu trên truyền hình, với vai chính trong hai loạt phim siêu anh hùng thuộc thể loại tokusatsu: đầu tiên là thay thế diễn viên Susumu Wajima vào vai Kōtarō Ran trong phần sau của loạt phim Seven Color Mask (Mặt nạ bảy màu), sau đó vào vai Gorō Narumi/Sứ giả của Allah trong loạt phim Messenger of Allah (Allah no Shisha). Năm 1961, ông đóng vai chính trong bộ phim khoa học viễn tưởng Cuộc xâm lăng của những người sao Hải Vương, và cũng xuất hiện trong bộ phim đầu tay của đạo diễn Kinji Fukasaku, Thám tử phiêu bạt: Bi kịch ở Thung lũng Đỏ, khởi đầu cho mối hợp tác lâu dài giữa hai người. Trong suốt thập niên 1960, ông chủ yếu xuất hiện trong các bộ phim hình sự ly kỳ.
Từ năm 1970, Chiba thành lập trường huấn luyện cho các diễn viên phim hành động và võ thuật mang tên JAC (Japan Action Club), nhằm nâng cao trình độ võ thuật và kỹ thuật dàn dựng các pha hành động trong điện ảnh và truyền hình Nhật Bản. Tổ chức này hiện nay được biết đến với tên gọi Japan Action Enterprise (JAE). Năm 1973, ông đóng vai chính trong Karate Kiba (Vệ sĩ Kiba), bộ phim võ thuật đầu tiên của ông.
Bước đột phá của ông trên thị trường quốc tế đến vào năm 1974 với bộ phim The Street Fighter (Chiến binh đường phố), được New Line Cinema phát hành tại phương Tây với bản lồng tiếng Anh. Bộ phim này và các phần tiếp theo đã giúp ông trở thành biểu tượng võ thuật của điện ảnh Nhật Bản trong mắt khán giả quốc tế suốt hai thập kỷ. Chính nhà sáng lập của New Line Cinema, Robert Shaye, là người đặt cho ông tên tiếng Anh "Sonny", và từ đó ông sử dụng cái tên này chủ yếu trong các dự án quốc tế.
Những tác phẩm tiếp theo của ông gồm có Tàu đạn đạo (1975), Chiến binh Karate (1976), Cảnh sát Doberman (1977), Golgo 13: Nhiệm vụ tại Cửu Long (1977) và The Assassin (1977). Ông thỉnh thoảng cũng quay lại thể loại khoa học viễn tưởng với phim như Thông điệp từ không gian (1978). Ngoài ra, Chiba còn tham gia nhiều bộ jidaigeki (phim thời kỳ) như Samurai của Shogun (1978), Sự sụp đổ của thành Ako (1978), Samurai tương lai (1979), Chiến binh bóng tối (1980) và Samurai tái sinh (1981). Ông không chỉ là diễn viên mà còn là điều phối viên hành động cho các phim như Samurai tương lai, Burning Brave (1981) và Cái bóng của Shogun (1989).
Ông cũng là nhà sản xuất điều hành kiêm đạo diễn cho Yellow Fangs (1990) và đồng thời làm đạo diễn kiêm diễn viên trong Oyaji (2007).
Chiba đã nhiều lần thủ vai Yagyū Jūbei Mitsuyoshi, lần đầu trong phim Samurai của Shogun (1978) và sau đó là trong loạt phim truyền hình Âm mưu nhà Yagyū (1978–1979). Ông tiếp tục đảm nhận vai Jūbei trong Yagyū Abaretabi (1980–1981), Samurai tái sinh (1981), bản nhạc kịch Yagyu Jubei Makai Tensho và phần hai của Yagyū Abaretabi mang tên Yagyū Jūbei Abaretabi (1982–1983). Vài năm sau, ông tái xuất trong vai Jūbei trong bộ phim truyền hình Iemitsu, Hikoza, và Isshin Tasuke: Khủng hoảng quốc gia (1989), và lần cuối cùng đảm nhận vai này trong hai phim phát hành dưới dạng DVD là Sarutobi Sasuke và Đội quân bóng tối 3: Chương Gió và Sarutobi Sasuke và Đội quân bóng tối 4: Chương Lửa (2005).
Một số vai diễn truyền hình nổi bật khác của Chiba gồm các nhân vật ninja như Hattori Hanzō III, Tsuge Shinpachi, Tarao Hanzō và Hattori Hanzō XV trong các mùa khác nhau của loạt phim Chiến binh bóng tối, và vai Hattori Hanzō I trong loạt phim DVD năm 2003 Shin Kage no Gundan (Chiến binh bóng tối mới).
Trong thập niên 1980, ông hoạt động dày đặc hơn với hàng chục bộ phim và bước vào lĩnh vực truyền hình. Ông cũng tham gia bộ phim nổi tiếng dựa trên truyện tranh Hồng Kông Phong Vân hùng bá thiên hạ (1998), diễn cùng Trịnh Y Kiện và Quách Phú Thành. Danh tiếng của ông ở Nhật Bản vẫn bền vững sang tận những năm 1990.
Ở tuổi 50, ông quay lại với vai trò biên đạo các cảnh võ thuật. Bước sang thế kỷ 21, Chiba vẫn bận rộn với điện ảnh và đóng vai chính trong các loạt phim truyền hình tại Nhật. Ông hợp tác với đạo diễn Takashi Miike trong Deadly Outlaw: Rekka, và với cha con đạo diễn Kinji Fukasaku và Kenta Fukasaku trong Battle Royale II, tiếp tục nối dài danh tiếng từ thế hệ cũ sang hiện đại.
Sự nghiệp điện ảnh lâu dài của ông được tôn vinh khi ông thủ vai Hattori Hanzo, chủ tiệm sushi và thợ rèn kiếm đã giải nghệ, trong bộ phim báo thù đẫm máu Kill Bill: Volume I (2003) của đạo diễn Quentin Tarantino.
Chiba đã đóng hơn 125 bộ phim cho Hãng phim Toei và giành được nhiều giải thưởng tại Nhật Bản cho sự nghiệp diễn xuất của mình

## Đời tư

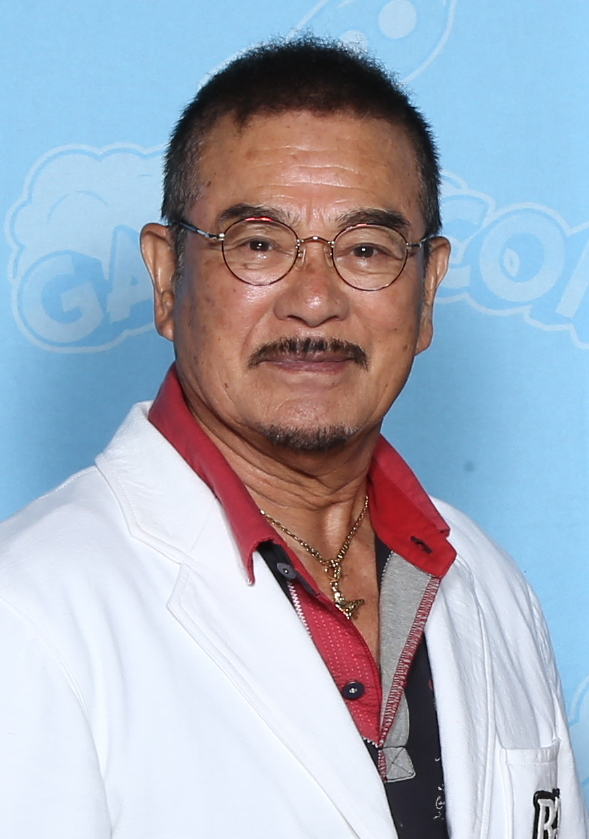
Chiba tại GalaxyCon Raleigh, 2019

Năm 1994, Chiba ly hôn với người vợ đầu tiên là nữ diễn viên Yōko Nogiwa. Con gái của họ, Juri Manase, cũng là một diễn viên.
Năm 1996, ông kết hôn với Tamami Chiba, người kém ông 28 tuổi.
Họ có hai người con trai: Mackenyu Arata (新田真剣佑 Arata Makken'yū) và Gordon Maeda (郷敦), cả hai đều là diễn viên.
Chiba và Tamami ly hôn vào năm 2015.
Cũng trong năm 2015, tạp chí Weekly Shincho đưa tin Chiba có quan hệ tình cảm với một nữ sinh viên đại học 22 tuổi. Vào thời điểm đó, thủ tục ly hôn với Tamami Chiba đang được hoàn tất.
Em trai của ông là Jirō Yabuki (còn được biết đến với tên Jiro Chiba), cũng là một diễn viên.

## Qua đời
Đầu tháng 8 năm 2021, Chiba nhiễm COVID-19 (do biến thể SARS-CoV-2 Delta lây lan mạnh). Ban đầu ông được điều trị tại nhà, nhưng sau khi bị viêm phổi, ông nhập viện vào ngày 8 tháng 8.
Ông qua đời tại một bệnh viện ở Kisarazu, Tỉnh Chiba, vào ngày 19 tháng 8 năm 2021, hưởng thọ 82 tuổi.
Theo công ty quản lý của ông, Chiba chưa tiêm đủ hai hoặc ba mũi vắc-xin.
Thi thể ông được hỏa táng vào ngày 20 tháng 8 sau lễ tang riêng tư.

## Trong văn hóa đại chúng phương Tây
Nhân vật Clarence Worley của Christian Slater trong phim True Romance là một người hâm mộ Chiba. Trong một cảnh phim quan trọng đầu phim, anh xem một chương trình chiếu ba phim của Sonny Chiba.
Biên kịch của True Romance là Quentin Tarantino, người sau này cộng tác với Chiba trong Kill Bill: Volume I năm 2003. Trong phim, Chiba thủ vai Hattori Hanzo, một thợ rèn kiếm đã giải nghệ kiêm chủ tiệm sushi.
Một phiên bản đã chỉnh sửa của phần giới thiệu đầu phim Karate Kiba (1973) được sử dụng trong kịch bản phim Pulp Fiction của Tarantino (1994). Trong đó, câu thoại “Ta là Chiba – vệ sĩ” được thay bằng “Tên ta là Chúa”.
Nhân vật Takayuki Chiba trong bộ shōnen manga Kengan Ashura được lấy cảm hứng từ Chiba và Hiroyuki Sanada.

## Đai đẳng võ thuật
Chiba sở hữu các đai đẳng sau trong các môn võ:
Karate Kyokushin: Đai đen 4 đẳng (4 Dan)
Togakure-ryū Ninpō Taijutsu: 4 đẳng
Karate Goju-ryu: 2 đẳng
Shorinji Kempo: 2 đẳng
Judo: 2 đẳng
Kendo: 1 đẳng